# Archaeovespa malleata
Archaeovespa malleata (лат.) — ископаемый вид ос рода †Archaeovespa из семейства Vespidae. Один из древнейших представителей жалящих перепончатокрылых. Обнаружен в меловом бирманском янтаре в Мьянме (Юго-Восточная Азия, около 99 млн лет).

## Описание
Мелкие ископаемые осы, длина тела 4,73 мм, длина переднего крыла 3,43 мм, длина заднего крыла 2,06 мм, длина метасомы 3,03 мм. От близких видов отличается следующими признаками: скапус усиков короче первого членика жгутика усика; в переднем крыле М-сегменты между 2r-m и 3r-m почти равны, 1m-cu изогнутая. Ноги: лапки тонкие, с рассеянными мелкими щетинками. Усики булавовидные, 12-члениковые. Брюшко с узким черешковидным первым члеником метасомы, причём первый сегмент уже второго. Передние голени с апиковентральным рядом длинных щетинок.

## Таксономия и этимология
Вид был впервые описан 2020 году китайскими энтомологами по типовому материалу, обнаруженному в бирманском янтаре. Archaeovespa malleata это один из древнейших представителей надсемейства веспоидных ос (Vespoidea) из отряда перепончатокрылые.
Видовое название происходит от латинского слова  malleatus (булава) из-за булавовидной формы усиков.